# یواس‌اس رسکیور (ای‌آراس-۱۸)
یواس‌اس رسکیور (ای‌آراس-۱۸) (به انگلیسی: USS Rescuer (ARS-18)) یک کشتی بود که طول آن ۱۷۵ فوت ۶ اینچ (۵۳٫۴۹ متر) بود. این کشتی در سال ۱۹۰۴ ساخته شد.